# Peter Pellegrini
Peter Pellegrini (phát âm tiếng Slovak: [ˈpeter ˈpeleɡriːni]; sinh ngày 6 tháng 10 năm 1975) là chính khách và tổng thống đương nhiệm Slovakia. Trước đây, ông từng giữ chức vụ làm thủ tướng Slovakia từ ngày 22 tháng 3 năm 2018 đến ngày 21 tháng 3 năm 2020.